# Rete tranviaria di Galați
La rete tranviaria di Galați è la rete tranviaria che serve la città rumena di Galați.